# Dodger Stadium
Il Dodger Stadium è uno stadio di baseball di Los Angeles, in California, situato presso il Chávez Ravine. Si trova ad una distanza relativamente breve da Downtown Los Angeles, il centro amministrativo di Los Angeles. La costruzione del Dodger Stadium, terminata nel 1962, venne finanziata da privati e costò 23 milioni di dollari.

## Descrizione
Il Dodger Stadium è stato lo stadio di casa dei Los Angeles Dodgers, squadra della Major League Baseball, a partire dal 1962. Lo stadio ha ospitato l'MLB All-Star Game del 1980, e le partite delle World Series del 1963, 1965, 1966, 1974, 1977, 1978, 1981, 1988 e 2017.
Nonostante sia stato costruito in una parte di Los Angeles chiamata Chávez Ravine, lo stadio sorge su un fianco di una collina che sovrasta Downtown Los Angeles e da dove si ha una spettacolare vista panoramica della città verso Sud, della verde collina con i tipici alberi allineati dell'Elysian Park verso Nord ed Est e delle San Gabriel Mountains al di là delle tribune del campo esterno.
Il Dodger Stadium è il solo parco di MLB attuale (esclusi i parchi costruiti più recentemente) che non abbia mai variato la sua capienza. Ha sempre ospitato 56 000 tifosi, questo è dovuto all'uso di un particolare permesso che ne limita la capacità. Ogni volta che i Dodgers aggiungono dei posti, rimuovono sempre un ugual numero di posti dal piano superiore o nelle tribune per mantenere la stessa capienza.
In origine lo stadio fu progettato per poter essere ampliato fino ad 85000 posti semplicemente includendo le tribune del campo esterno, ma i Dodgers non hanno mai messo in atto questo progetto.
Ha un lotto di parcheggi unico, fatto a terrazze, dietro i basamenti principali, che permette a chi possiede il biglietto per la partita, di parcheggiare approssimativamente al livello dove si trova il proprio posto, minimizzando salite e discese di rampe una volta che ci si trova all'interno dello stadio. Fu progettato per essere anche anti-sismico, sicuramente un'importante considerazione in California, ed ha passato la prova di molti e seri terremoti.
La caratteristica più particolare del parco è il tetto ondulato in cima alla tribuna dell'outfield (il campo esterno). Una serie di luci stroboscopiche vi venne aggiunta nel 1999; lampeggiano quando i Dodgers scendono in campo, dopo un home run dei Dodgers e dopo una vittoria dei Dodgers.
Fu l'unico parco costruito tra il 1961 ed il 1973 (escluso l'Arlington Stadium, che in origine era un parco di baseball della minor-league) progettato solo per il baseball. All'epoca della sua costruzione stavano iniziando ad andare di moda gli stadi multiuso, detti anche "cookie cutter stadium" o "concrete donuts" (ciambelle di calcestruzzo), usati, cioè, per più sport e da più squadre. La struttura successiva che sarebbe stata costruita per il solo baseball, sarebbe stata il Royals Stadium (Kauffman Stadium) a Kansas City. Dal punto di vista architettonico, ha poco in comune con le "concrete donuts"; tuttavia, come le "concrete donuts", è stato costruito vicino a delle "freeways" (autostrade senza pedaggio), fuori dal centro urbano, per permettere la costruzione di un grande parcheggio che circondi lo stadio. Con la costruzione di molti nuovi "ballpark" (il complesso di uno stadio di baseball) dell'MLB negli ultimi anni, questo è oggi il terzo stadio più vecchio ancora in uso, dopo la chiusura dello Yankee Stadium alla fine della stagione 2008 ed il più vecchio della west coast (costa ovest).
I Dodgers dedicano molte risorse alla manutenzione del parco. Per esempio, viene riverniciato ogni anno ed una squadra di giardinieri a tempo pieno mantengono il luogo. Di conseguenza, ha sostenuto molto bene la prova di tempo, e non ci sono progetti di sostituzione dello stadio stesso, anche se alcuni rinnovamenti sono stati fatti nel 2004, come l'aggiunta di suites di lusso, una caratteristica che prima non era presente. Attualmente, il Dodger Stadium è uno dei pochi stadi della Major League Baseball senza il nome di uno sponsor corporativo nel nome dello stadio insieme a Yankee Stadium, Fenway Park, Wrigley Field, Oriole Park at Camden Yards, Dolphin Stadium, Kauffman Stadium, Angel Stadium of Anaheim, Hubert H. Humphrey Metrodome, Shea Stadium, Rangers Ballpark in Arlington, Turner Field, e Nationals Park.
Per vari motivi, il Dodger Stadium ha goduto di una reputazione ben meritata come stadio che favorisce i lanciatori. Per prima cosa le dimensioni relativamente profonde del campo esterno sono state un fattore, con le linee di centro-sinistra e centro-destra che erano di circa 117 metri (385 piedi). La casa base venne spostata di 3 metri (10 piedi) verso il centro del campo nel 1969, ma quello spostamento aumentò anche il campo di foul di 3 metri (10 piedi), una variazione che ha continuato a favorire i lanciatori. Anche durante le partite in notturna, non appena il sole tramonta, l'aria circostante si raffredda rapidamente (ciò è dovuto al clima dell'oceano), diventando più densa e le palle lunghe che durante il giorno potrebbero essere home run, invece "muoiono" in aria per eliminazioni sistematiche.
Di recente, tuttavia, il Dodger Stadium è stato neutrale rispetto ai fuoricampo. Lo stadio diminuisce appena un po' le battute valide singole, doppie e triple e ciò e dovuto all'uniformità dei suoi muri del campo esterno ed agli "angoli" relativamente piccoli vicino ai pali di foul. Anche con un certo aumento dello spazio delle tribune e la rimozione di parecchio territorio di foul, il campo e diventato neutrale sia per i lanciatori che per i battitori. Ciò è evidenziato dalle misurazioni di Baseball-Reference's Park Factor di 102 per le stagioni 2006 e 2007. In più, il campo di "foul", che una volta era molto spazioso, è stato ridotto significativamente nel corso degli anni.
Anche se il Dodgers hanno confermato che la distanza al centro del campo è di 395 piedi (120,40 m) dal 1980, in realtà è ancora di 400 piedi (121,92 m) al centro, come è stato dal 1969. I due segnali che indicano 395 piedi (120,40 m) eretti nel 1980 sono a sinistra e a destra dell'esatto centro.
Lanciatori come Sandy Koufax, Don Drysdale, Don Sutton, Fernando Valenzuela ed Orel Hershiser sono diventate super-star dopo l'arrivo a Los Angeles. Il picco dei lanciatori viene evidenziato nel fatto che ci sono stati nove no-hitter nello stadio, inclusi due perfect game (di Sandy Koufax dei Dodgers nel 1965 e di Dennis Martìnez dei vecchi Montreal Expos (oggi Washington Nationals) nel 1991). Bo Belinsky ha lanciato il primo "no-hitter" mai visto nel Dodger Stadium il 5 maggio 1962 lanciando per i Los Angeles Angels of Anaheim.
Il significativo vantaggio del parco venne in qualche modo diminuito nel 1969, grosso modo perché le regole MLB vennero modificate per abbassare l'altezza massima del monte di lancio, e più specificamente perché i Dodgers spostarono il diamante di 3 metri (10 piedi) verso il centro del campo. Ciò ha dato anche molto più spazio ai giocatori della difesa per prendere le palle in foul, così ci fu qualche variazione. Dopo la stagione 2004, lo stadio ha subito un rinnovamento che ha ridotto significativamente la quantità di territorio di foul. Sono stati aggiunti dei posti che erano più vicini alla casa base che al monte di lancio, i dugouts sono stati spostati più vicino al campo e lo spazio all'aperto verso le linee di foul venne riempito con nuovi posti. Per pagare un prestito eccezionale con il precedente proprietario dei Dodgers, la Fox News Corporation, l'attuale proprietario Frank McCourt ha usato il Dodger Stadium come garanzia per ottenere un prestito di 250 milioni di dollari.
Il Dodger Stadium fu il primo stadio della Major League Baseball, dopo la costruzione dello Yankee Stadium, ad essere costruito usando interamente finanziamenti privati, e l'ultimo prima che venisse costruito l'AT&T Park.

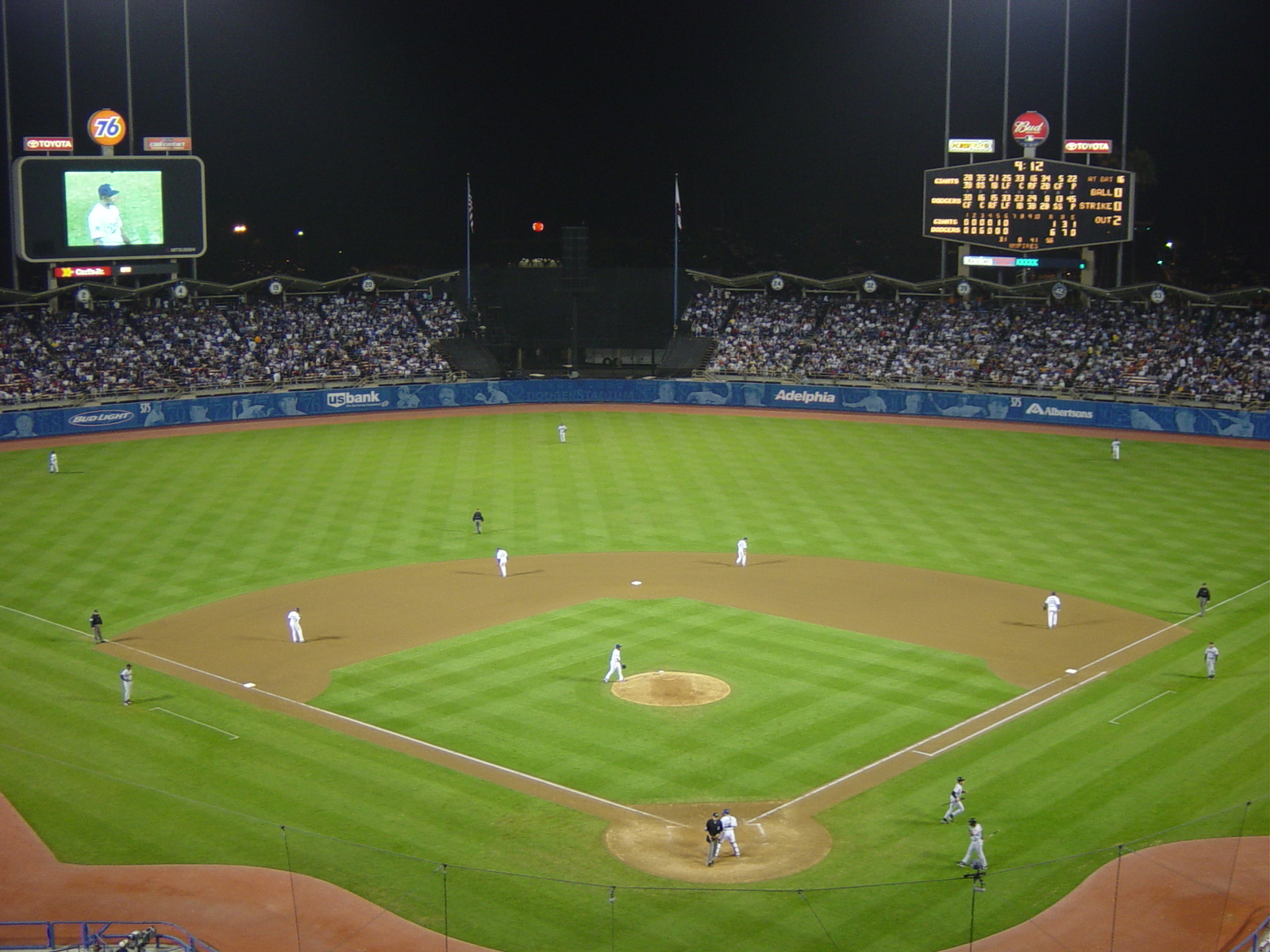
Il Dodger Stadium di notte.

La stagione 2008 segna la 47º stagione della squadra dei Dodgers presso il Dodger Stadium, due in più del numero di stagioni che il club ha passato presso la sua antica e celebre casa: l'Ebbets Field (1913-1957). Con l'introduzione delle stagione a 162 partite, che per coincidenza è entrata in vigore l'anno in cui lo stadio venne inaugurato, che aggiungeva 8 partite di cui 4 in casa, i Dodgers avevano superato il numero di partite giocate all'Ebbets Field già nel 2005 anche se non avevano sorpassato il numero di stagioni dell'Ebbets Field fino al 2007.
Alla metà degli anni cinquanta il presidente della squadra, Walter O'Malley aveva provato a convincere la città di Brooklyn a costruire un nuovo stadio, completo di cupola, per sostituire l'Ebbets. O'Malley, alla fine, ottenne il suo stadio, anche se venne costruito a Los Angeles e senza la cupola di copertura. Dato l'impegno continuo dei Dodgers nel mantenere lo stadio in buona forma e ad escluse circostanze impreviste, il Dodger Stadium dovrebbe durare un bel po' di più di quanto non sia durato l'Ebbets Field. Con il completamento del nuovo ballpark dei Washington Nationals, il Nationals Park nel 2008, e l'inaugurazione del nuovo Yankee Stadium per i New York Yankees nel 2009, e se il Wrigley Field ed il Fenway Park con i loro restauri saranno ancora in piedi, nel 2009 il Dodger Stadium diventerebbe il terzo più vecchio ballpark della Major League ancora in uso, anche se di circa cinque decenni più recente degli altri due impianti. Inoltre, il parco si trasformerà nello stadio con la maggior capienza di tutta la Major League Baseball, riguadagnando quel titolo che i Dodgers detenevano tra il 1958 ed il 1961 presso il loro stadio di casa provvisorio, il Los Angeles Memorial Coliseum, in grado di contenere 80.000 persone in più.
Il ballpark ha avuto uno straordinario colpo di fortuna con la pioggia. Prima del 1976 dovettero rinviare per pioggia una sola partita, contro i St. Louis Cardinals, il 21 aprile 1967. Quel rinvio per pioggia mise fine ad una serie di 737 partite senza un posticipo. Il secondo rinvio per pioggia in casa 12 aprile 1976 mise fine ad una serie di 724 partite. Tra il 19 e il 21 aprile 1988 furono rinviate per pioggia tre partite consecutive, evento unico per lo stadio. Tra il 21 aprile 1988 e l'11 aprile 1999 si giocarono 856 partite consecutive senza un rinvio per pioggia, record nella major league..

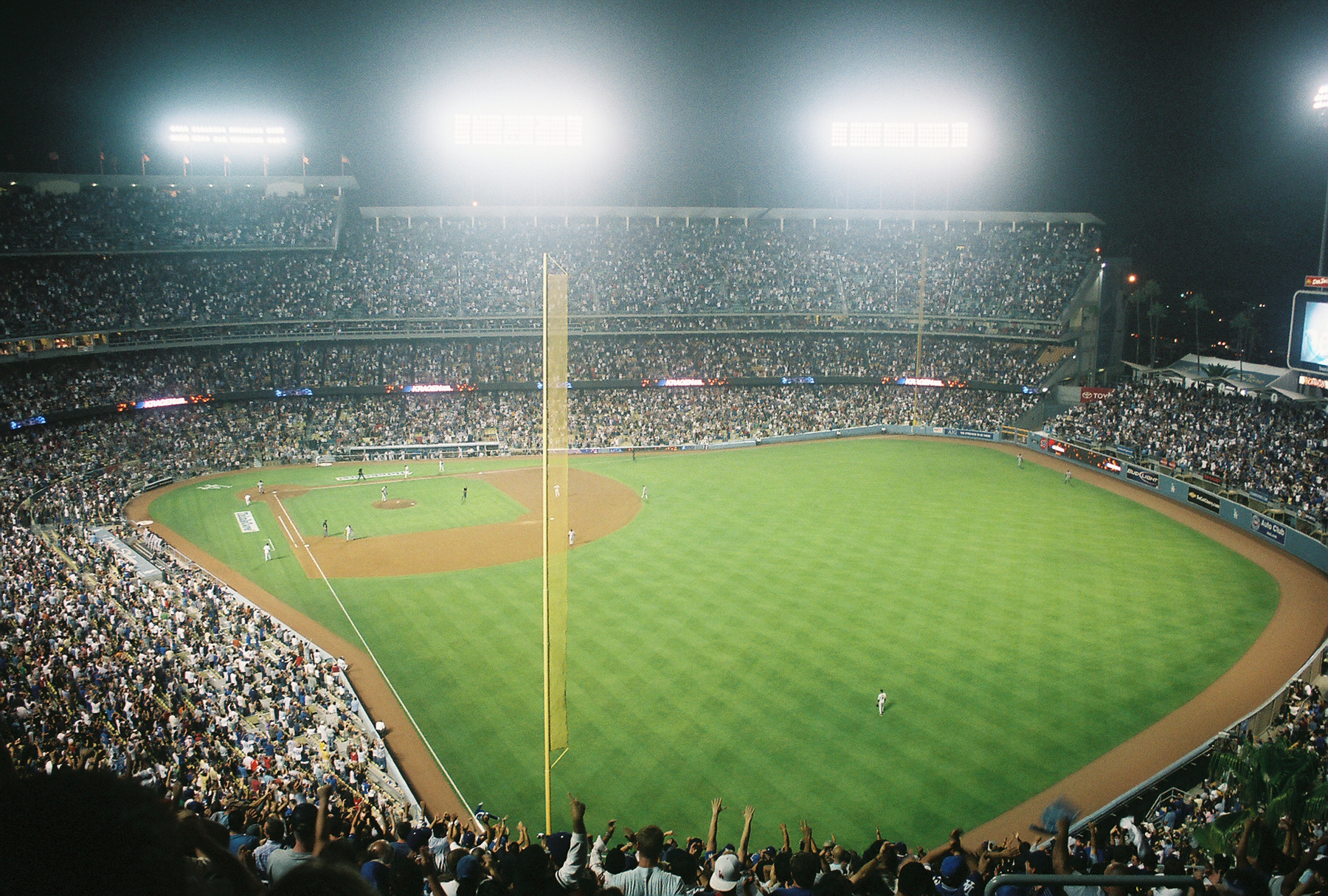
Una partita dei Dodgers sotto le luci dello stadio.

Alcuni giocatori famosi che hanno chiamato "casa" il Dodger Stadium: Don Drysdale, Sandy Koufax, Maury Wills, Tommy Davis, Steve Garvey, Fernando Valenzuela, Kirk Gibson, Orel Hershiser e Mike Piazza.
I numeri ritirati di Don Drysdale, Sandy Koufax, Don Sutton, Pee Wee Reese, Jackie Robinson, Duke Snider, Tommy Lasorda, Walter Alston, Roy Campanella e di Jim Gilliam sono montati sotto i tetti delle tribune dietro la recinzione dell'outfield.
In un sondaggio del 2003 tra i giocatori della Major League il campo è stato votato come il migliore nella Major League Baseball.

## Polemica sulla costruzione

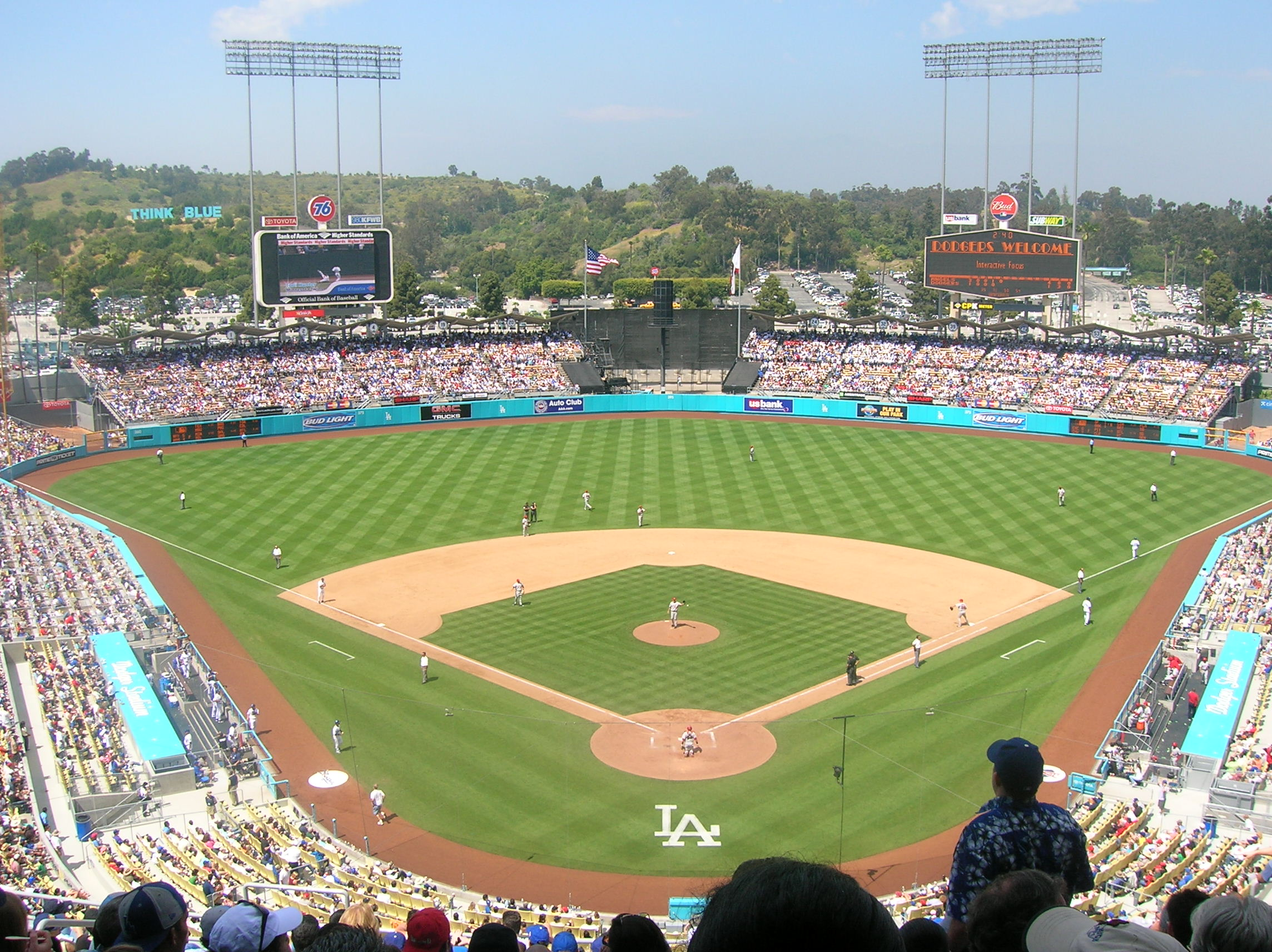
Il Dodger Stadium.

Il terreno per il Dodger Stadium venne comprato dai proprietari che vi abitavano negli anni cinquanta dalla città di Los Angeles usando la legge sull'espropriazione ed i fondi della Federal Housing Act del 1949. La città aveva progettato di sviluppare il progetto di edilizia popolare "Elysian Park Heights", il quale includeva due dozzine di edifici di 13 piani e più di 160 case a due piani, oltre a campi da gioco e scuole recentemente ricostruiti.
Prima che la costruzione potesse cominciare, il clima politico locale cambiò notevolmente quando Norris Poulson venne eletto sindaco di Los Angeles nel 1953. I proposti progetti di edilizia popolare come l'Elysian Park Heights persero la maggior parte del loro sostegno come vennero collegati con gli ideali comunisti/socialisti. A seguito delle trattative prolungate, la città di Los Angeles fu in grado di ricomprare la proprietà del Chávez Ravine dalla Federal Housing Authority (autorità federale per gli alloggi) ad un prezzo drasticamente ridotto, con la stipulazione che il terreno sarebbe stato usato a fine pubblico. Non fu che dopo il referendum sul baseball, il "Taxpayers Committee for Yes on Baseball", il quale venne approvato dagli elettori di Los Angeles il 3 giugno 1958, che i Dodgers poterono acquistare i 352 acri (142 ettari) del Chávez Ravine dalla città di Los Angeles.
Il celebre autore di Los Angeles Mike Davis, nel suo lavoro seminale sulla città, City of Quartz, descrive il graduale processo che ha convinto a vendere i proprietari delle case del Chávez Ravine. Con quasi tutti i proprietari originali delle abitazioni, in maggior parte gente di lingua spagnola, inizialmente poco disposti a vendere, gli sviluppatori ricorsero all'offrire pagamenti immediati in contanti, distribuiti tramite i loro agenti di lingua spagnola. Una volta che le prime vendite furono concluse, ai proprietari delle abitazioni restanti vennero offerti importi sempre minori, per generare nella comunità la paura di non ricevere il compenso giusto, o di essere lasciati tra i pochi esclusi. Molti residenti continuarono a resistere nonostante la pressione che gli sviluppatoli facevano su di loro, con la conseguente battaglia del Chavez Ravine, un'infruttuosa lotta di dieci anni dei residenti del Chávez Ravine per mantenere il controllo della loro proprietà.
La polemica che circonda la costruzione del Dodger Stadium ha fornito a Ry Cooder l'ispirazione per il concept album del 2005 intitolato, appunto Chávez Ravine. L'album ha ricevuto una Nomination ai Grammy come "Miglior Album Folk Contemporaneo" nel 2006.
La parte superiore di una collina locale venne rimossa ed il terreno fu usato per riempire il Chávez Ravine, per fornire una superficie a livello per un lotto di parcheggi e per lo stadio.
Alcuni anni dopo che l'apertura dello stadio, sorse una disputa secondaria sul terreno. Il proprietario di un terreno vicino sosteneva che un angolo della sua proprietà era stato pavimentato come parte dei parcheggi. Dichiarò che stava andando a costruire un piccolo stand di hamburger su quella piccola fetta di proprietà, per vendere gli "O'Malleyburgers", dei panini che portassero il marchio del proprietario dei Dodgers, Walter O'Malley, Apparentemente è stato raggiunto un accordo, poiché non si è più saputo nulla di questo fatto.
Il Dodger Stadium fu anche la casa degli Anaheim Angels dal 1962 al 1965. Per evitare di fare costantemente riferimento ai Dodgers, proprietari dello stadio, non chiamavano il parco "Dodger Stadium", ma "Chávez Ravine Stadium" (o più semplicemente "Chávez Ravine") dal nome del luogo su cui lo stadio fu costruito.

## Altri eventi notevoli

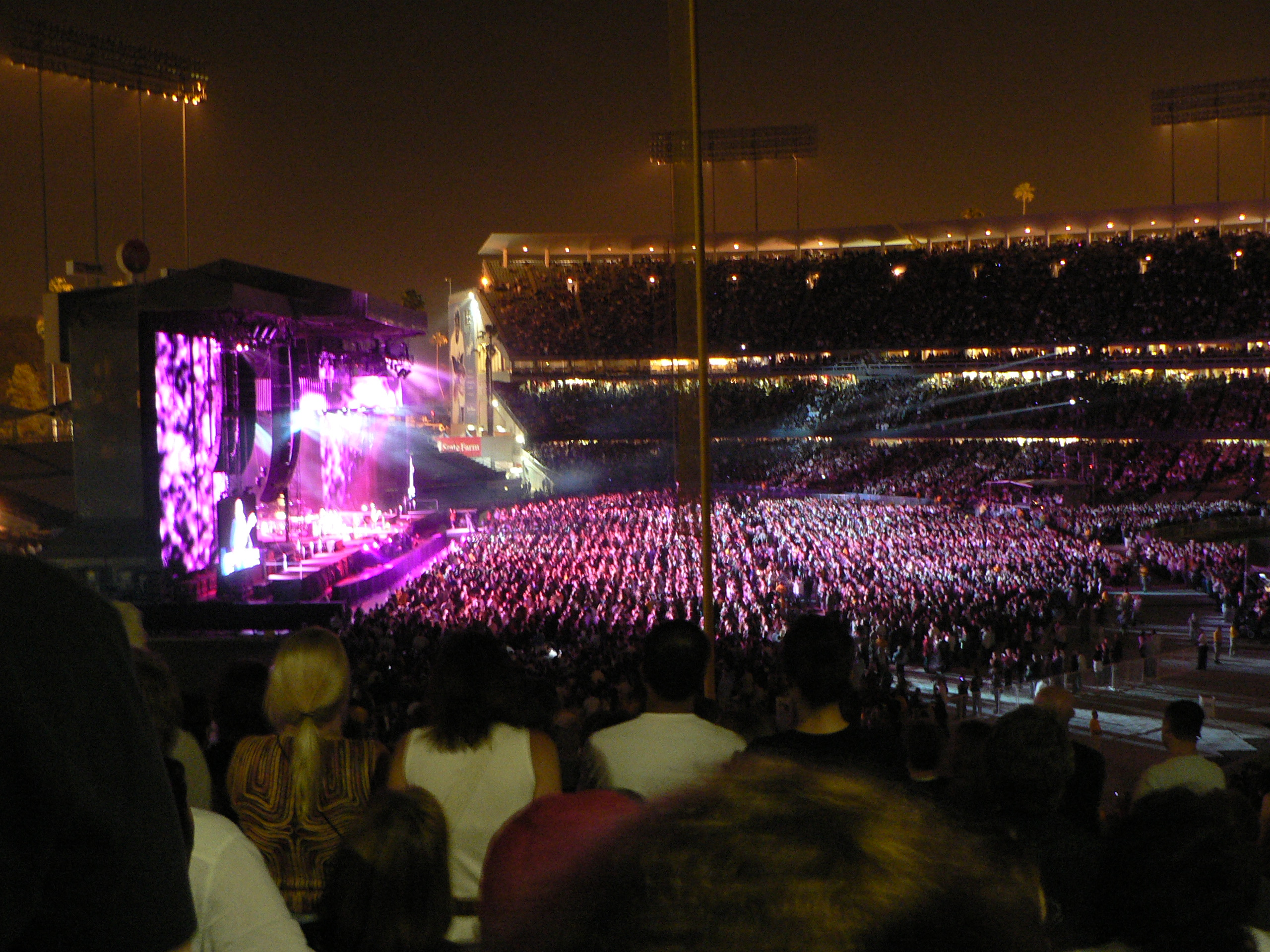
Il concerto dei Police

- Appena prima della prima partita dei Dodgers nel 1962, si scoprì che i pali di foul erano situati interamente in territorio di foul. I Dodgers ebbero una dispensa speciale dalla National League per mantenere i pali dove erano per la stagione 1962, ma dopo la stagione dovettero spostare il piatto in modo che i pali fossero parzialmente in "territorio buono" secondo i dettami delle regole[3].
- Il Dodger Stadium è stato la scena di un breve momento del film del 1971, 1975: Occhi bianchi sul pianeta Terra (The Omega Man), in cui Charlton Heston viene salvato da Rosalind Cash.
- Papa Giovanni Paolo II celebrò una famosa messa al Dodger Stadium .
- Molte delle più grandi Rock Band del mondo hanno suonato al Dodger Stadium; tra queste citiamo The Cure, Kiss, The Rolling Stones, The Beatles, i Bee Gees, Elton John, Simon and Garfunkel, Michael Jackson, David Bowie, Genesis, Eric Clapton, Depeche Mode, U2, la Dave Matthews Band e Bruce Springsteen con la sua E Street Band. Nel giugno 2007 i Police hanno suonato al Dodger Stadium nel loro tour di riunificazione. Il 6 novembre 2008, Madonna ha tenuto un concerto al Dodger Stadium come parte del suo Sticky & Sweet Tour. Il 18 agosto 2016 i Guns N' Roses si sono esibiti in un concerto nell'ambito del tour "Not In This Lifetime". Il 26 agosto 2023, le Blackpink hanno tenuto un concerto al Dodger Stadium come parte del loro Born Pink World Tour.
- Il Dodger Stadium è stato anche il sito di "Encore - the Three Tenors", il concerto che il 17 luglio 1994 riunì i tenori di fama internazionale Plácido Domingo, José Carreras e Luciano Pavarotti, diretto da Zubin Mehta.
- La canzone "Tusk" dei Fleetwood Mac venne registrata e filmata presso lo stadio vuoto nel 1979.
- Il Dodger Stadium ha ospitato anche eventi di altri sport come boxe, una partita di pallacanestro degli Harlem Globetrotters esibizioni di salto con gli sci così come le gare di baseball dei giochi olimpici estivi del 1984.
- Lo stadio ha ospitato la cerimonia di apertura del Festival olimpico degli Stati Uniti del 1991.
- Le partite di baseball da giovedì 30 aprile 1992 a domenica 3 maggio 1992 furono posticipate a causa delle rivolte di Los Angeles del 1992.
- Dodger Stadium fu la località scelta per il "media day" del XXVII Super Bowl giocato tra i Dallas Cowboys ed i Buffalo Bills al Rose Bowl Stadium nella vicina Pasadena.
- Le scene di baseball da Una pallottola spuntata sono state filmate al Dodger Stadium, anche se la squadra rappresentata nel film era quella dei California Angels.
- Nella scena di apertura del film The Core del 2003, lo Space Shuttle atterra, schiantandosi, a Los Angeles dopo aver volato sopra il Dodger Stadium durante una partita. In modo interessante, lo Shuttle viene mostrato mentre vola da dietro il campo esterno verso casa base, il che lo porterebbe dall'interno verso Downtown. In realtà, la direzione dello Shuttle come mostrata nel film lo avrebbe portato da ovest a est verso Downtown e non sopra il Dodger Stadium.
- Parte del film Superman Returns, del 2006, è stata filmata al Dodger Stadium, comunque un contesto di computer grafica per Metropolis è stato aggiunto dietro l'outfield.
- È stato il punto di partenza della quarta stagione di una popolare reality show, The Amazing Race.
- In una scena del film Transformers, viene rappresentato un Dodger Stadium deserto mentre viene colpito da uno dei protoforms degli Autobot mentre si schianta nello stadio ed atterra sul campo esterno.
- Una scena in cui il personaggio di Paul Walker si esercita nella sua corsa in strada nel film "Fast and Furious" sono stati girati presso il Dodger Stadium.
- Una scena dal film I Fantastici Quattro & Silver Surfer, del 2007, è stata girata al Dodger Stadium.
- Uno spot pubblicitario della Baby Ruth trasmesso in TV nell'estate 2007 e durante il torneo della post-season, in cui 50000 tifosi ronzano "Take Me Out to the Ball Game" mentre masticano la barretta caramellata, è stato girato nel Dodger Stadium.

## I rinnovamenti di Frank McCourt

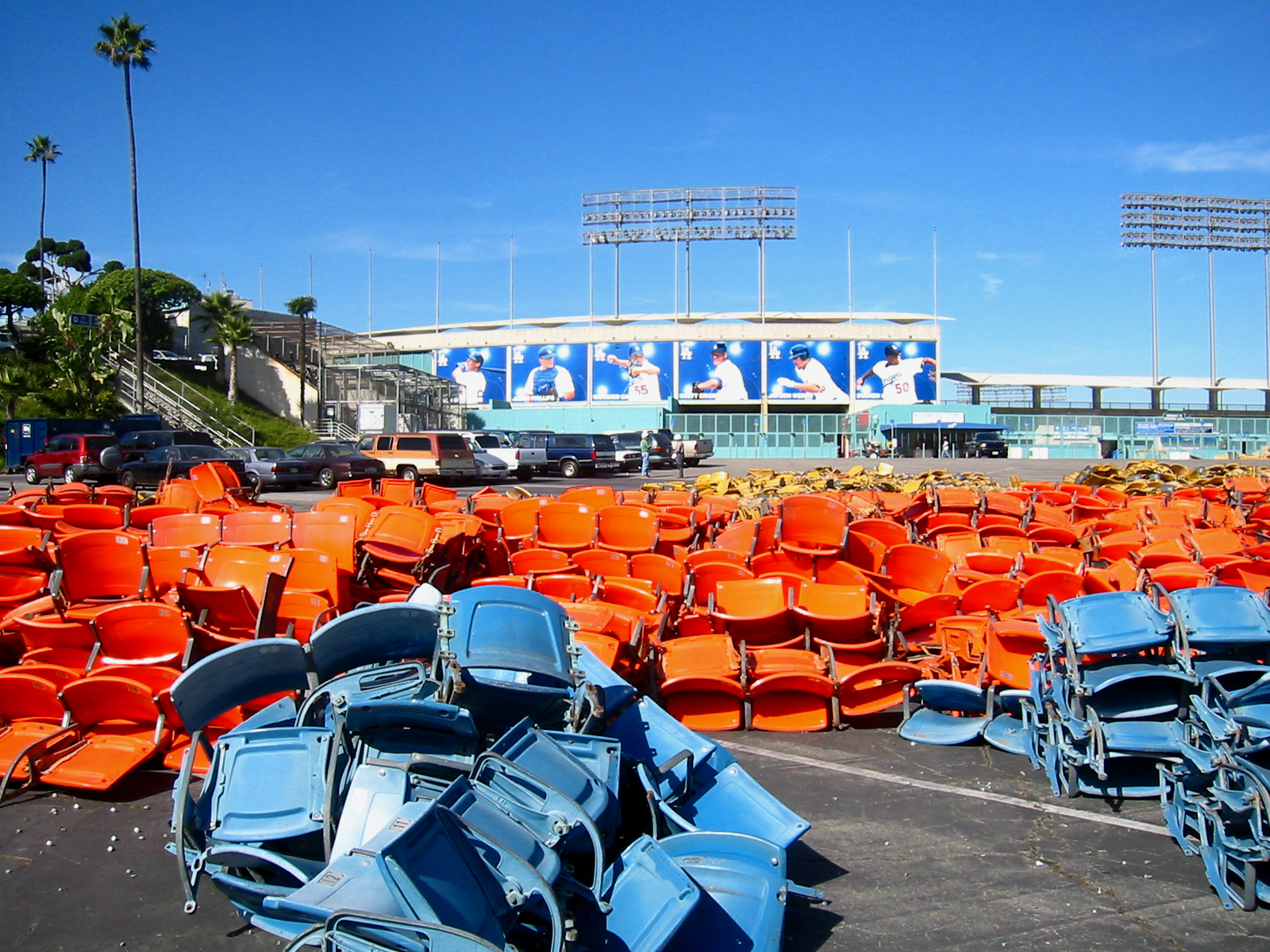
La rimozione dei sedili del Dodger Stadium alla fine della stagione 2005.

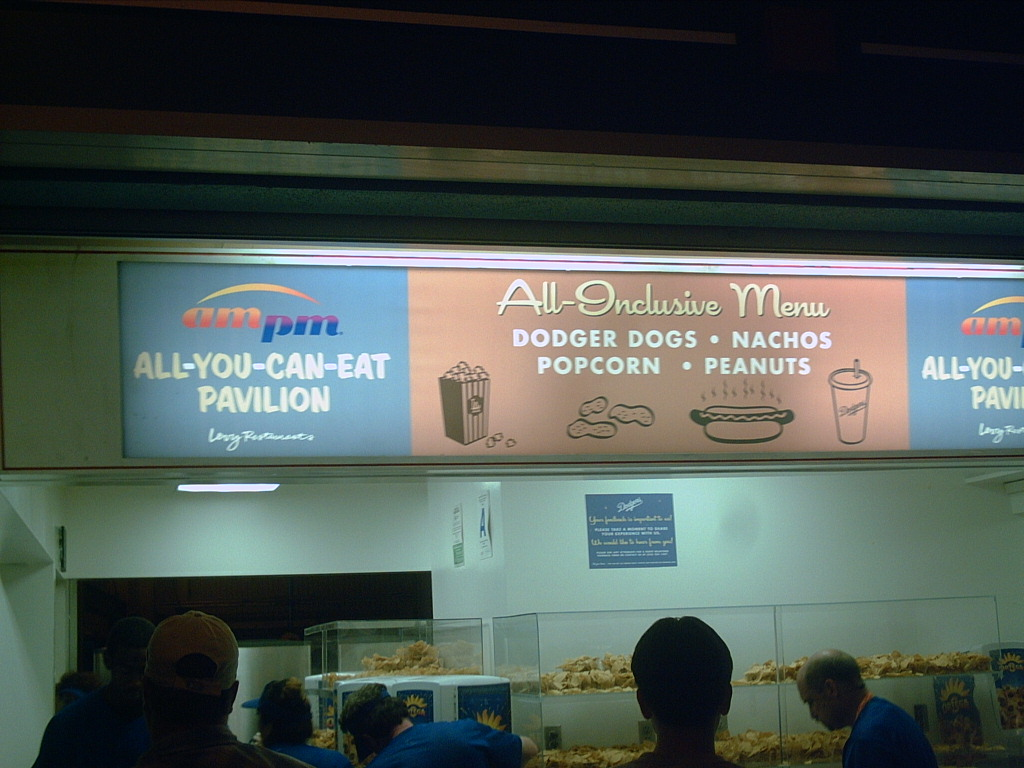
La nuova sezione "All-You-Can-Eat" (Tutto quello che riesci a mangiare) nella tribuna destra.

Alla conclusione della stagione 2005, i Los Angeles Dodgers hanno fatto degli importanti rinnovamenti durante la pausa tra le stagioni 2005-2006.
Il più grande di questi miglioramenti è stata la sostituzione di quasi tutti i sedili dello stadio. I sedili che sono stati rimossi erano in uso dalla metà degli anni settanta ed ha aiutato a dare allo stadio la sua sensazione unica di "era spaziale" con una gamma di colori che va dal giallo chiaro, arancione, blu e rosso. I nuovi sedili sono nella combinazione di colori originale del 1962 (e in altre variazioni) che è fatta di giallo, arancione chiaro, turchese e azzurro cielo. Duemila coppie di sedili sono stati resi disponibili per l'acquisto ai tifosi a 250 dollari i cui ricavati sono andati in beneficenza.
Le sezioni dei posti sulla linea delle basi sono state convertite in posti a box in stile rétro, con l'aggiunta un poggia piedi e di una piccola mensola per i tifosi. Inoltre, sono stati fatti altri lavori di manutenzione e riparazioni alla struttura in cemento armato dello stadio. Questi miglioramenti segnano la seconda fase di un programma di miglioramento pluriennale per il Dodger Stadium.
Nel 2008 i Dodgers hanno annunciato un progetto da 500 milioni di dollari per costruire in un Dodger-museo, negozi e ristoranti intorno al Dodger Stadium.